# Antoine Passy

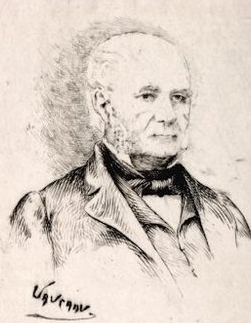

Antoine François Passy, född den 23 april 1792 i Garches, död den 8 oktober 1873 i Gisors, var en fransk politiker, geolog och botaniker. Han var bror till Hippolyte Passy och far till Louis Passy.
Passy deltog 1854 i grundandet av Société botanique de France, vars tredje president han blev. Han invaldes i Académie des sciences 1857. Passy författade Carte géologique du département de l'Eure (1857).